# Вест-Фаллоуфілд Тауншип (округ Кроуфорд, Пенсільванія)
Вест-Фаллоуфілд Тауншип (англ. West Fallowfield Township) — селище (англ. township) в США, в окрузі Кроуфорд штату Пенсільванія. Населення — 577 осіб (2020).

## Демографія
Згідно з переписом 2010 року, у селищі мешкало 605 осіб у 245 домогосподарствах у складі 166 родин. Було 303 помешкання
Расовий склад населення:
| - 98,2 % — білих - 1,7 % — чорних або афроамериканців |

До двох чи більше рас належало 0,2 %. Частка іспаномовних становила 0,2 % від усіх жителів.
За віковим діапазоном населення розподілялося таким чином: 21,0 % — особи молодші 18 років, 60,7 % — особи у віці 18—64 років, 18,3 % — особи у віці 65 років та старші. Медіана віку мешканця становила 43,1 року. На 100 осіб жіночої статі у селищі припадало 103,7 чоловіків;  на 100 жінок у віці від 18 років та старших — 101,7 чоловіків також старших 18 років.
Середній дохід на одне домашнє господарство  становив 59 252 долари США (медіана — 43 611), а середній дохід на одну сім'ю — 74 577 доларів (медіана — 69 167). Медіана доходів становила 51 875 доларів для чоловіків та 28 359 доларів для жінок. За межею бідності перебувало 8,5 % осіб, у тому числі 6,7 % дітей у віці до 18 років та 0,0 % осіб у віці 65 років та старших.
Цивільне працевлаштоване населення становило 229 осіб. Основні галузі зайнятості: виробництво — 29,7 %, освіта, охорона здоров'я та соціальна допомога — 14,0 %, роздрібна торгівля — 11,4 %.